# Finales NBA 1994
Navigation
Finales 1993 Finales 1995
Les Finales NBA 1994 ont lieu du 8 au 22 juin 1994, pour déterminer le gagnant de la saison 1993-1994, et conclure les séries éliminatoires de la saison. Les champions de la conférence Est, les Knicks de New York, rencontrent les champions de la conférence Ouest, les Rockets de Houston. Les Rockets ont battu les Knicks 4-3 sur la série et glanent leur 1er titre NBA. Hakeem Olajuwon remporte son premier titre de MVP des Finales à l'issue du match 7 de la série.
Ce match était la deuxième apparition de Hakeem Olajuwon en finales NBA, son autre étant en 1986, où Larry Bird et les Celtics de Boston ont vaincu les Rockets en 6 matchs. Cette série marque la première apparition de Patrick Ewing. Les Rockets sont venus avec une forte détermination à remporter, non seulement le premier titre NBA de la franchise, mais aussi le premier titre de la ville dans une ligue qui existait encore, tandis que les Knicks cherchaient à ajouter un troisième trophée, car le dernier titre des Knicks remonte des finales 1973. Les Knicks espéraient également impressionner leurs nouveaux propriétaires, Viacom, qui venaient d'acheter Paramount Communications, leurs propriétaires de longue date.

## Contexte

### Rockets de Houston
Les Rockets ont choisi Hakeem Olajuwon comme premier choix lors de la draft 1984. Les neuf premières saisons de la NBA d'Olajuwon comprenaient de nombreuses sélections All-Star, All-NBA et All-Defensive Team. Les finales 1986 étaient presque une réussite totale, lorsque les Rockets ont perdu deux matchs contre une puissante équipe des Celtics de Boston pour abandonner leurs espoirs de titre.
À sa dixième saison, Olajuwon est devenu un joueur plus complet et il a mené les Rockets à un bilan de 15-0 en début de saison pour un bilan final de 58-24. Olajuwon a remporté le MVP et le titre de meilleur défenseur de l'année à la fin de la saison. 
Après avoir rapidement éliminé les Trail Blazers de Portland en quatre matchs, ils ont ensuite affronté les Suns de Phoenix, menés par Charles Barkley. Dans les deux premiers matchs, les Rockets se sont inexplicablement effondrés pour permettre aux Suns de prendre une avance de 2 à 0 en revenant à Phoenix. Les journaux locaux ont étiqueté Houston comme "Choke City", que les Rockets ont pris à cœur et sont finalement revenus pour gagner la série en sept matchs. "Choke City" est alors devenu "Clutch City". En finale de conférence, Houston a battu le Jazz de l'Utah en cinq matchs pour remporter son troisième titre de conférence.

### Knicks de New York
Comme Olajuwon, Patrick Ewing était un premier choix de draft en 1985 et a remporté le titre de rookie de l'année cette saison-là. Mais malgré ses distinctions All-Star, les équipes des Knicks avec lesquelles il a joué n'ont réussi à passer le premier tour que deux fois au cours de ses six premières saisons, en 1989 et 1990. 
Au cours de l'intersaison de 1991, les Knicks ont embauché Pat Riley comme entraîneur. Contrairement au style effréné du "Showtime" qu'il utilisait avec les Lakers de Los Angeles, Riley a décidé d'adopter une approche plus délibérée et physique à New York. Avec l'aide de Charles Oakley, Anthony Mason, John Starks et Charles Smith, Ewing et les Knicks ont pris de l'importance sous Riley, et en 1994, ils ont remporté 57 matchs pour terminer deuxième de la Conférence Est. 
Leur campagne en playoffs a commencé par une victoire 3 à 1 sur leur rival des Nets de New Jersey. Cependant, ils ont eu du mal à disposer d'une équipe des Bulls de Chicago qui a perdu Michael Jordan à la retraite (qui a duré jusqu'aux derniers mois de la saison suivante), mais a réussi à gagner les quatre matchs à domicile pour avancer. Lors de la finale de la conférence, ils ont affronté les Pacers de l'Indiana, menés par Reggie Miller. Bien que les Pacers aient effrayé les Knicks, l'expérience de ces derniers s'est révélée importante car ils ont remporté la série en sept matchs. 

## Résumé de la saison régulière
| Champion de division | Qualifié pour les playoffs | Non qualifié pour les playoffs |

### Par conférence
| Conférence Est | Conférence Est         | Conférence Est | Conférence Est | Conférence Est |
| No             | Franchise              | Vic.           | Déf.           | PCT            |
| -------------- | ---------------------- | -------------- | -------------- | -------------- |
| 1              | Hawks d'Atlanta        | 57             | 25             | 69.5           |
| 2              | Knicks de New York     | 57             | 25             | 69.5           |
| 3              | Bulls de Chicago       | 55             | 27             | 67.1           |
| 4              | Magic d'Orlando        | 50             | 32             | 61.0           |
| 5              | Pacers de l'Indiana    | 47             | 35             | 57.3           |
| 6              | Cavaliers de Cleveland | 47             | 35             | 57.3           |
| 7              | Nets du New Jersey     | 45             | 37             | 54.9           |
| 8              | Heat de Miami          | 42             | 40             | 51.2           |
|                |                        |                |                |                |
| 9              | Hornets de Charlotte   | 41             | 41             | 50.0           |
| 10             | Celtics de Boston      | 32             | 50             | 39.0           |
| 11             | 76ers de Philadelphie  | 25             | 57             | 30.5           |
| 12             | Bullets de Washington  | 24             | 58             | 29.3           |
| 13             | Pistons de Détroit     | 20             | 62             | 24.4           |
| 14             | Bucks de Milwaukee     | 20             | 62             | 24.4           |

| Conférence Ouest | Conférence Ouest          | Conférence Ouest | Conférence Ouest | Conférence Ouest |
| No               | Franchise                 | Vic.             | Déf.             | PCT              |
| ---------------- | ------------------------- | ---------------- | ---------------- | ---------------- |
| 1                | SuperSonics de Seattle    | 63               | 19               | 76.8             |
| 2                | Rockets de Houston C      | 58               | 24               | 70.7             |
| 3                | Suns de Phoenix           | 56               | 26               | 68.3             |
| 4                | Spurs de San Antonio      | 55               | 27               | 67.1             |
| 5                | Jazz de l'Utah            | 53               | 29               | 64.6             |
| 6                | Warriors de Golden State  | 50               | 32               | 61.0             |
| 7                | Trail Blazers de Portland | 47               | 35               | 57.3             |
| 8                | Nuggets de Denver         | 42               | 40               | 51.2             |
|                  |                           |                  |                  |                  |
| 9                | Lakers de Los Angeles     | 33               | 49               | 40.2             |
| 10               | Kings de Sacramento       | 28               | 54               | 34.1             |
| 11               | Clippers de Los Angeles   | 27               | 55               | 32.9             |
| 12               | Timberwolves du Minnesota | 20               | 62               | 24.4             |
| 13               | Mavericks de Dallas       | 13               | 69               | 15.9             |

C - Champions NBA

### Tableau des playoffs
|  | 1er tour         | 1er tour                 | 1er tour            |   |                        | Demi-finales de Conférence | Demi-finales de Conférence | Demi-finales de Conférence |  |   | Finales de Conférence | Finales de Conférence | Finales de Conférence |  |    | Finales NBA        | Finales NBA | Finales NBA |
|  |                  |                          |                     |   |                        |                            |                            |                            |  |   |                       |                       |                       |  |    |                    |             |             |
|  | 1                | Hawks d'Atlanta          | 3                   |   |                        |                            |                            |                            |  |   |                       |                       |                       |  |    |                    |             |             |
|  | 8                | Heat de Miami            | 2                   |   |                        |                            |                            |                            |  |   |                       |                       |                       |  |    |                    |             |             |
|  | 8                | Heat de Miami            | 2                   |   | 1                      | Hawks d'Atlanta            | 2                          |                            |  |   |                       |                       |                       |  |    |                    |             |             |
|  |                  |                          |                     |   | 1                      | Hawks d'Atlanta            | 2                          |                            |  |   |                       |                       |                       |  |    |                    |             |             |
|  |                  | 5                        | Pacers de l'Indiana | 4 |                        |                            |                            |                            |  |   |                       |                       |                       |  |    |                    |             |             |
|  | 4                | 5                        | Pacers de l'Indiana | 4 | Magic d'Orlando        | 0                          |                            |                            |  |   |                       |                       |                       |  |    |                    |             |             |
|  | 4                |                          |                     |   | Magic d'Orlando        | 0                          |                            |                            |  |   |                       |                       |                       |  |    |                    |             |             |
|  | 5                | Pacers de l'Indiana      | 3                   |   |                        |                            |                            |                            |  |   |                       |                       |                       |  |    |                    |             |             |
|  | 5                | Pacers de l'Indiana      | 3                   |   |                        |                            |                            |                            |  | 5 | Pacers de l'Indiana   | 3                     |                       |  |    |                    |             |             |
|  | Conférence Est   |                          |                     |   |                        |                            |                            |                            |  | 5 | Pacers de l'Indiana   | 3                     |                       |  |    |                    |             |             |
|  |                  | 2                        | Knicks de New York  | 4 |                        |                            |                            |                            |  |   |                       |                       |                       |  |    |                    |             |             |
|  | 3                | 2                        | Knicks de New York  | 4 | Bulls de Chicago       | 3                          |                            |                            |  |   |                       |                       |                       |  |    |                    |             |             |
|  | 3                |                          |                     |   | Bulls de Chicago       | 3                          |                            |                            |  |   |                       |                       |                       |  |    |                    |             |             |
|  | 6                | Cavaliers de Cleveland   | 0                   |   |                        |                            |                            |                            |  |   |                       |                       |                       |  |    |                    |             |             |
|  | 6                | Cavaliers de Cleveland   | 0                   |   | 3                      | Bulls de Chicago           | 3                          |                            |  |   |                       |                       |                       |  |    |                    |             |             |
|  |                  |                          |                     |   | 3                      | Bulls de Chicago           | 3                          |                            |  |   |                       |                       |                       |  |    |                    |             |             |
|  |                  | 2                        | Knicks de New York  | 4 |                        |                            |                            |                            |  |   |                       |                       |                       |  |    |                    |             |             |
|  | 2                | 2                        | Knicks de New York  | 4 | Knicks de New York     | 3                          |                            |                            |  |   |                       |                       |                       |  |    |                    |             |             |
|  | 2                |                          |                     |   | Knicks de New York     | 3                          |                            |                            |  |   |                       |                       |                       |  |    |                    |             |             |
|  | 7                | New Jersey Nets          | 1                   |   |                        |                            |                            |                            |  |   |                       |                       |                       |  |    |                    |             |             |
|  | 7                | New Jersey Nets          | 1                   |   |                        |                            |                            |                            |  |   |                       |                       |                       |  | E2 | Knicks de New York | 3           |             |
|  |                  |                          |                     |   |                        |                            |                            |                            |  |   |                       |                       |                       |  | E2 | Knicks de New York | 3           |             |
|  |                  | O2                       | Rockets de Houston  | 4 |                        |                            |                            |                            |  |   |                       |                       |                       |  |    |                    |             |             |
|  | 1                | O2                       | Rockets de Houston  | 4 | SuperSonics de Seattle | 2                          |                            |                            |  |   |                       |                       |                       |  |    |                    |             |             |
|  | 1                |                          |                     |   | SuperSonics de Seattle | 2                          |                            |                            |  |   |                       |                       |                       |  |    |                    |             |             |
|  | 8                | Nuggets de Denver        | 3                   |   |                        |                            |                            |                            |  |   |                       |                       |                       |  |    |                    |             |             |
|  | 8                | Nuggets de Denver        | 3                   |   | 8                      | Nuggets de Denver          | 3                          |                            |  |   |                       |                       |                       |  |    |                    |             |             |
|  |                  |                          |                     |   | 8                      | Nuggets de Denver          | 3                          |                            |  |   |                       |                       |                       |  |    |                    |             |             |
|  |                  | 5                        | Jazz de l'Utah      | 4 |                        |                            |                            |                            |  |   |                       |                       |                       |  |    |                    |             |             |
|  | 4                | 5                        | Jazz de l'Utah      | 4 | Spurs de San Antonio   | 1                          |                            |                            |  |   |                       |                       |                       |  |    |                    |             |             |
|  | 4                |                          |                     |   | Spurs de San Antonio   | 1                          |                            |                            |  |   |                       |                       |                       |  |    |                    |             |             |
|  | 5                | Jazz de l'Utah           | 3                   |   |                        |                            |                            |                            |  |   |                       |                       |                       |  |    |                    |             |             |
|  | 5                | Jazz de l'Utah           | 3                   |   |                        |                            |                            |                            |  | 5 | Jazz de l'Utah        | 1                     |                       |  |    |                    |             |             |
|  | Conférence Ouest |                          |                     |   |                        |                            |                            |                            |  | 5 | Jazz de l'Utah        | 1                     |                       |  |    |                    |             |             |
|  |                  | 2                        | Rockets de Houston  | 4 |                        |                            |                            |                            |  |   |                       |                       |                       |  |    |                    |             |             |
|  | 3                | 2                        | Rockets de Houston  | 4 | Suns de Phoenix        | 3                          |                            |                            |  |   |                       |                       |                       |  |    |                    |             |             |
|  | 3                |                          |                     |   | Suns de Phoenix        | 3                          |                            |                            |  |   |                       |                       |                       |  |    |                    |             |             |
|  | 6                | Warriors de Golden State | 0                   |   |                        |                            |                            |                            |  |   |                       |                       |                       |  |    |                    |             |             |
|  | 6                | Warriors de Golden State | 0                   |   | 3                      | Suns de Phoenix            | 3                          |                            |  |   |                       |                       |                       |  |    |                    |             |             |
|  |                  |                          |                     |   | 3                      | Suns de Phoenix            | 3                          |                            |  |   |                       |                       |                       |  |    |                    |             |             |
|  |                  | 2                        | Rockets de Houston  | 4 |                        |                            |                            |                            |  |   |                       |                       |                       |  |    |                    |             |             |
|  | 2                | 2                        | Rockets de Houston  | 4 | Rockets de Houston     | 3                          |                            |                            |  |   |                       |                       |                       |  |    |                    |             |             |
|  | 2                |                          |                     |   | Rockets de Houston     | 3                          |                            |                            |  |   |                       |                       |                       |  |    |                    |             |             |
|  | 7                | Portland TrailBlazers    | 1                   |   |                        |                            |                            |                            |  |   |                       |                       |                       |  |    |                    |             |             |

### Face à face en saison régulière
Les Rockets et les Knicks se sont rencontrés 2 fois. Les Rockets ont remporté les deux matchs au cours de la saison régulière.
| Match | Date            | Équipe à domicile  | Score | Équipe à l'extérieur |
| ----- | --------------- | ------------------ | ----- | -------------------- |
| 1     | 2 décembre 1993 | Knicks de New York | 85-94 | Rockets de Houston   |
| 2     | 24 février 1994 | Rockets de Houston | 93-73 | Knicks de New York   |

## Formule
Pour les séries finales la franchise gagnante est la première à remporter quatre victoires, soit un minimum de quatre matchs et un maximum de sept. Les rencontres se déroulent dans l'ordre suivant :
| Match | Recevant       | Match | Recevant       | Match | Recevant        | Match | Recevant        |
| ----- | -------------- | ----- | -------------- | ----- | --------------- | ----- | --------------- |
| 1     | Meilleur bilan | 2     | Meilleur bilan | 3     | Moins bon bilan | 4     | Moins bon bilan |

| Match | Recevant        | Match | Recevant       | Match | Recevant       |
| ----- | --------------- | ----- | -------------- | ----- | -------------- |
| 5     | Moins bon bilan | 6     | Meilleur bilan | 7     | Meilleur bilan |

## Les Finales

### Match 1
| 8 juin |                                                    | Knicks de New York 78, Rockets de Houston 85 | Knicks de New York 78, Rockets de Houston 85    | Knicks de New York 78, Rockets de Houston 85 |  | The Summit, Houston, Texas Affluence : 16,611 Arbitres : - No. 17 Joe Crawford - No. 14 Jack Madden - No. 27 Dick Bavetta | NBC |
| 8 juin | Score par quart-temps : 24–26, 22–28, 17–18, 15–13 |                                              |                                                 |                                              |  | The Summit, Houston, Texas Affluence : 16,611 Arbitres : - No. 17 Joe Crawford - No. 14 Jack Madden - No. 27 Dick Bavetta | NBC |
| 8 juin | Patrick Ewing 23 Charles Oakley 14 Derek Harper 5  | Points Rebonds Passes d.                     | Hakeem Olajuwon 28 Otis Thorpe 16 Kenny Smith 5 |                                              |  | The Summit, Houston, Texas Affluence : 16,611 Arbitres : - No. 17 Joe Crawford - No. 14 Jack Madden - No. 27 Dick Bavetta | NBC |
| 8 juin | Houston mène la série 1-0                          |                                              |                                                 |                                              |  | The Summit, Houston, Texas Affluence : 16,611 Arbitres : - No. 17 Joe Crawford - No. 14 Jack Madden - No. 27 Dick Bavetta | NBC |

### Match 2
| 10 juin |                                                    | Knicks de New York 91, Rockets de Houston 83 | Knicks de New York 91, Rockets de Houston 83    | Knicks de New York 91, Rockets de Houston 83 |  | The Summit, Houston, Texas Affluence : 16,611 Arbitres : - No. 10 Darell Garretson - No. 4 Ed T. Rush - No. 42 Hue Hollins | NBC |
| 10 juin | Score par quart-temps : 24–20, 18–22, 30–23, 19–18 |                                              |                                                 |                                              |  | The Summit, Houston, Texas Affluence : 16,611 Arbitres : - No. 10 Darell Garretson - No. 4 Ed T. Rush - No. 42 Hue Hollins | NBC |
| 10 juin | John Starks 19 Patrick Ewing 13 John Starks 9      | Points Rebonds Passes d.                     | Hakeem Olajuwon 25 Otis Thorpe 12 Kenny Smith 6 |                                              |  | The Summit, Houston, Texas Affluence : 16,611 Arbitres : - No. 10 Darell Garretson - No. 4 Ed T. Rush - No. 42 Hue Hollins | NBC |
| 10 juin | Égalité 1-1 dans la série                          |                                              |                                                 |                                              |  | The Summit, Houston, Texas Affluence : 16,611 Arbitres : - No. 10 Darell Garretson - No. 4 Ed T. Rush - No. 42 Hue Hollins | NBC |

### Match 3
| 12 juin |                                                         | Rockets de Houston 93, Knicks de New York 89 | Rockets de Houston 93, Knicks de New York 89   | Rockets de Houston 93, Knicks de New York 89 |  | Madison Square Garden, New York City Affluence : 19,763 Arbitres : - No. 11 Jake O'Donnell - No. 20 Jess Kersey - No. 21 Bill Oakes | NBC |
| 12 juin | Score par quart-temps : 26–18, 19–20, 24–25, 24–26      |                                              |                                                |                                              |  | Madison Square Garden, New York City Affluence : 19,763 Arbitres : - No. 11 Jake O'Donnell - No. 20 Jess Kersey - No. 21 Bill Oakes | NBC |
| 12 juin | Hakeem Olajuwon 21 Hakeem Olajuwon 11 Hakeem Olajuwon 7 | Points Rebonds Passes d.                     | Derek Harper 21 Patrick Ewing 13 John Starks 9 |                                              |  | Madison Square Garden, New York City Affluence : 19,763 Arbitres : - No. 11 Jake O'Donnell - No. 20 Jess Kersey - No. 21 Bill Oakes | NBC |
| 12 juin | Houston mène la série 2-1                               |                                              |                                                |                                              |  | Madison Square Garden, New York City Affluence : 19,763 Arbitres : - No. 11 Jake O'Donnell - No. 20 Jess Kersey - No. 21 Bill Oakes | NBC |

### Match 4
| 15 juin |                                                    | Rockets de Houston 82, Knicks de New York 91 | Rockets de Houston 82, Knicks de New York 91     | Rockets de Houston 82, Knicks de New York 91 |  | Madison Square Garden, New York City Affluence : 19,763 Arbitres : - No. 25 Hugh Evans - No. 17 Joe Crawford - No. 13 Mike Mathis | NBC |
| 15 juin | Score par quart-temps : 14–19, 19–21, 28–20, 21–31 |                                              |                                                  |                                              |  | Madison Square Garden, New York City Affluence : 19,763 Arbitres : - No. 25 Hugh Evans - No. 17 Joe Crawford - No. 13 Mike Mathis | NBC |
| 15 juin | Hakeem Olajuwon 32 Otis Thorpe 10 Sam Cassell 5    | Points Rebonds Passes d.                     | Derek Harper 21 Charles Oakley 20 Derek Harper 5 |                                              |  | Madison Square Garden, New York City Affluence : 19,763 Arbitres : - No. 25 Hugh Evans - No. 17 Joe Crawford - No. 13 Mike Mathis | NBC |
| 15 juin | Égalité 2-2 dans la série                          |                                              |                                                  |                                              |  | Madison Square Garden, New York City Affluence : 19,763 Arbitres : - No. 25 Hugh Evans - No. 17 Joe Crawford - No. 13 Mike Mathis | NBC |

### Match 5
| 17 juin |                                                    | Rockets de Houston 84, Knicks de New York 91 | Rockets de Houston 84, Knicks de New York 91     | Rockets de Houston 84, Knicks de New York 91 |  | Madison Square Garden, New York City Affluence : 19,763 Arbitres : - No. 10 Darell Garretson - No. 4 Ed T. Rush - No. 27 Dick Bavetta | NBC |
| 17 juin | Score par quart-temps : 21–22, 16–26, 24–13, 23–30 |                                              |                                                  |                                              |  | Madison Square Garden, New York City Affluence : 19,763 Arbitres : - No. 10 Darell Garretson - No. 4 Ed T. Rush - No. 27 Dick Bavetta | NBC |
| 17 juin | Hakeem Olajuwon 27 Otis Thorpe 13 Robert Horry 6   | Points Rebonds Passes d.                     | Patrick Ewing 25 Patrick Ewing 12 Derek Harper 7 |                                              |  | Madison Square Garden, New York City Affluence : 19,763 Arbitres : - No. 10 Darell Garretson - No. 4 Ed T. Rush - No. 27 Dick Bavetta | NBC |
| 17 juin | New York mène la série 3-2                         |                                              |                                                  |                                              |  | Madison Square Garden, New York City Affluence : 19,763 Arbitres : - No. 10 Darell Garretson - No. 4 Ed T. Rush - No. 27 Dick Bavetta | NBC |

### Match 6
| 19 juin |                                                    | Knicks de New York 84, Rockets de Houston 86 | Knicks de New York 84, Rockets de Houston 86         | Knicks de New York 84, Rockets de Houston 86 |  | The Summit, Houston, Texas Affluence : 16,611 Arbitres : - No. 11 Jake O'Donnell - No. 20 Jess Kersey - No. 14 Jack Madden | NBC |
| 19 juin | Score par quart-temps : 21–21, 15–25, 26–19, 22–21 |                                              |                                                      |                                              |  | The Summit, Houston, Texas Affluence : 16,611 Arbitres : - No. 11 Jake O'Donnell - No. 20 Jess Kersey - No. 14 Jack Madden | NBC |
| 19 juin | John Starks 27 Patrick Ewing 15 Derek Harper 10    | Points Rebonds Passes d.                     | Hakeem Olajuwon 30 Olajuwon, Thorpe 10 Otis Thorpe 6 |                                              |  | The Summit, Houston, Texas Affluence : 16,611 Arbitres : - No. 11 Jake O'Donnell - No. 20 Jess Kersey - No. 14 Jack Madden | NBC |
| 19 juin | Égalité 3-3 dans la série                          |                                              |                                                      |                                              |  | The Summit, Houston, Texas Affluence : 16,611 Arbitres : - No. 11 Jake O'Donnell - No. 20 Jess Kersey - No. 14 Jack Madden | NBC |

### Match 7
| 22 juin |                                                    | Knicks de New York 84, Rockets de Houston 90 | Knicks de New York 84, Rockets de Houston 90            | Knicks de New York 84, Rockets de Houston 90 |  | The Summit, Houston, Texas Affluence : 16,611 Arbitres : - No. 25 Hugh Evans - No. 17 Joe Crawford - No. 4 Ed T. Rush | NBC |
| 22 juin | Score par quart-temps : 21–22, 22–23, 17–18, 24–27 |                                              |                                                         |                                              |  | The Summit, Houston, Texas Affluence : 16,611 Arbitres : - No. 25 Hugh Evans - No. 17 Joe Crawford - No. 4 Ed T. Rush | NBC |
| 22 juin | Derek Harper 23 Charles Oakley 14 Derek Harper 5   | Points Rebonds Passes d.                     | Hakeem Olajuwon 25 Hakeem Olajuwon 10 Hakeem Olajuwon 7 |                                              |  | The Summit, Houston, Texas Affluence : 16,611 Arbitres : - No. 25 Hugh Evans - No. 17 Joe Crawford - No. 4 Ed T. Rush | NBC |
| 22 juin | Houston remporte la série 4-3                      |                                              |                                                         |                                              |  | The Summit, Houston, Texas Affluence : 16,611 Arbitres : - No. 25 Hugh Evans - No. 17 Joe Crawford - No. 4 Ed T. Rush | NBC |

## Équipes

### Rockets de Houston
| Effectif des Rockets de Houston 1993-1994 |
| --- |
| 1 Scott Brooks • 3 Richard Petruška • 7 Carl Herrera • 10 Sam Cassell • 11 Vernon Maxwell • 17 Mario Elie • 20 Larry Robinson • 21 Chris Jent • 25 Robert Horry • 30 Kenny Smith • 33 Otis Thorpe • 34 Hakeem Olajuwon (MVP Finales) • 35 Earl Cureton • 42 Eric Riley • 50 Matt Bullard Entraîneur : Rudy Tomjanovich |

### Knicks de New York
| Effectif des Knicks de New York 1993-1994 |
| --- |
| 3 John Starks • 4 Anthony Bonner • 7 Corey Gaines • 11 Derek Harper • 14 Anthony Mason • 20 Rolando Blackman • 32 Herb Williams • 33 Patrick Ewing • 34 Charles Oakley • 44 Hubert Davis • 50 Greg Anthony • 54 Charles Smith Entraîneur : Pat Riley |

## Statistiques

### Rockets de Houston
| Joueur          | MJ | MC | MPG  | FG%  | 3P%  | FT%  | RPG  | APG | SPG | BPG | PPG  |
| --------------- | -- | -- | ---- | ---- | ---- | ---- | ---- | --- | --- | --- | ---- |
| Matt Bullard    | 2  | 0  | 13.5 | 20,0 | 28,6 | 50,0 | 3.0  | 0.0 | 0.5 | 0.5 | 4.0  |
| Sam Cassell     | 7  | 0  | 22.6 | 42,2 | 43,8 | 92,6 | 3.1  | 2.9 | 1.3 | 0.3 | 10.0 |
| Earl Cureton    | 1  | 0  | 2.0  | 0    | 0    | 0    | 0.0  | 0.0 | 0.0 | 0.0 | 0.0  |
| Mario Elie      | 7  | 0  | 11.3 | 25,0 | 40,0 | 83,3 | 1.0  | 1.0 | 0.3 | 0.1 | 2.4  |
| Carl Herrera    | 7  | 0  | 17.3 | 57,9 | 0    | 75,0 | 3.6  | 0.4 | 0.4 | 0.1 | 7.1  |
| Robert Horry    | 7  | 7  | 37.9 | 32,4 | 30,6 | 61,9 | 6.1  | 3.7 | 1.3 | 0.6 | 10.3 |
| Chris Jent      | 3  | 0  | 2.3  | 0    | 0    | 0    | 0.3  | 0.0 | 0.0 | 0.0 | 0.0  |
| Vernon Maxwell  | 7  | 7  | 37.7 | 36,5 | 22,5 | 68,2 | 3.3  | 2.9 | 0.6 | 0.0 | 13.4 |
| Hakeem Olajuwon | 7  | 7  | 43.1 | 50,0 | 100  | 86,0 | 9.1  | 3.6 | 1.6 | 3.9 | 26.9 |
| Kenny Smith     | 7  | 7  | 25.4 | 38,9 | 35,7 | 100  | 1.4  | 3.1 | 0.7 | 0.0 | 5.6  |
| Otis Thorpe     | 7  | 7  | 39.6 | 51,9 | 0    | 50,0 | 11.3 | 3.3 | 0.9 | 0.0 | 9.3  |

### Knicks de New York
| Joueur           | MJ | MC | MPG  | FG%  | 3P%  | FT%  | RPG  | APG | SPG | BPG | PPG  |
| ---------------- | -- | -- | ---- | ---- | ---- | ---- | ---- | --- | --- | --- | ---- |
| Greg Anthony     | 7  | 0  | 11.4 | 32,3 | 12,5 | 100  | 0.9  | 2.4 | 0.4 | 0.1 | 3.3  |
| Anthony Bonner   | 2  | 0  | 5.5  | 100  | 0    | 0    | 1.0  | 0.0 | 0.0 | 0.0 | 2.0  |
| Hubert Davis     | 5  | 0  | 7.6  | 20,0 | 100  | 50,0 | 0.4  | 0.4 | 0.0 | 0.2 | 1.6  |
| Patrick Ewing    | 7  | 7  | 44.0 | 36,3 | 20,0 | 71,4 | 12.4 | 1.7 | 1.3 | 4.3 | 18.9 |
| Derek Harper     | 7  | 7  | 38.0 | 46,7 | 43,6 | 82,4 | 3.0  | 6.0 | 2.4 | 0.1 | 16.4 |
| Anthony Mason    | 7  | 0  | 29.3 | 46,8 | 0    | 64,0 | 6.9  | 1.3 | 0.7 | 0.0 | 8.6  |
| Charles Oakley   | 7  | 7  | 40.7 | 48,4 | 0    | 83,3 | 11.9 | 2.4 | 1.1 | 0.1 | 11.0 |
| Charles E. Smith | 7  | 7  | 26.7 | 44,1 | 0    | 68,4 | 4.3  | 1.7 | 0.6 | 1.0 | 9.3  |
| John Starks      | 7  | 7  | 41.9 | 36,8 | 32,0 | 76,9 | 3.1  | 5.9 | 1.6 | 0.1 | 17.7 |
| Herb Williams    | 4  | 0  | 1.8  | 0    | 0    | 0    | 0.0  | 0.0 | 0.0 | 0.3 | 0.0  |